# Council for New England
Das Council for New England war eine Aktiengesellschaft, die im Jahr 1620 durch eine Charta der britischen Krone beauftragt wurde, das Gebiet von Neuengland in Nordamerika zu kolonisieren.

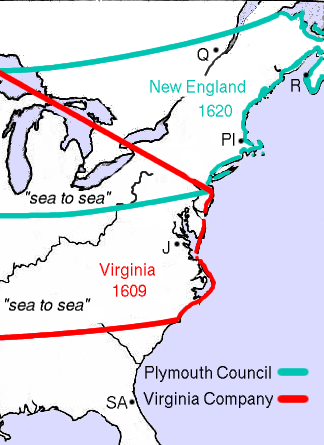
Der „Sea to Sea“-Grant des Councils for New England ist grün eingetragen. Die Siedlung der Plymouth Colony ist mit „Pl“ gekennzeichnet, „Q“ bezeichnet Québec und „R“ Port Royal.

Das Council erhielt die Siedlungsrechte in dem Gebiet, welches zuvor Teil der Colony of Virginia war und sich nördlich des 40. Breitengrads war und sich bis zum 48. Breitengrad erstreckte. Somit etwa das Gebiet entlang der Atlantikküste zwischen Long Island und der Bay of Fundy. Das Council for New England wurde im Jahr 1635 nach der Gründung der Plymouth Colony, Massachusetts Bay Colony, Province of New Hampshire, Saybrook Colony und der New Haven Colony aufgelöst.
Die Teilhaber des Unternehmens setzten sich aus Mitgliedern des Landadels und aus Kaufleuten zusammen. Der Präsident war Sir Ferdinando Gorges. Sein Plan war es, das Land in Herrenhausgebieten und Lehen unter den anderen 40 Mitgliedern aufzuteilen. So sollte eine monolithische, aristokratische anglikanische Provinz entstehen, die nach englischem Landrecht organisiert waren. Sie gaben den Rest des Landes zusammen mit den Rechten der lokalen Selbstverwaltung an andere Einzelpersonen oder Gruppen weiter, obwohl diese Empfänger weiterhin der Autorität des Generalgouverneurs des Rates unterlagen. Diese Kolonien sollten durch Mitglieder des Gentry aus Plymouth, Exeter und Bristol verwaltet werden. Den Mitgliedern des Rates sollten auf Dauer und auch für ihre Nachkommen Rechte und Privilegien für die Führung und Verwaltung des Handels der Kolonie gewährt werden.
Der Plan scheiterte, die Kolonialisierung Neuenglands wurde durch zwei andere Unternehmen durchgeführt, der Plymouth Colony, die 1620 gegründet wurde und deren Siedler sich auf Cape Cod niederließen und der Massachusetts Bay Colony die 1629 gegründet wurde. Beide erhielten ihre Grants durch den Council for New England. Diese Siedler veränderten den Charakter der Ansiedlungen in Neuengland. Entgegen den Vorstellungen des Rates, dem eine einzige aristokratische und anglikanische Provinz vorschwebte, entstand ein Flickenteppich kleiner unabhängiger, mittelgroßer puritanischer und separatistischer Kolonien.
Durch eine Charta von König Karl I. war die Massachusetts Bay Colony in der Lage, die verworrenen Landtitel zu entwirren und widersprüchliche politische Autoritätslinien zu lösen. So diente sie zunächst dem Council for New England als Vermittler.
Unter der Führung des Councils für New England wurden die Plymouth Colony, des Bundesstaates New Hampshire, die Massachusetts Bay Colony und die New Haven Colony gegründet.
Teilhaber des Unternehmens waren:
- Ludovic Stewart, 2. Duke of Lennox (1574–1624)
- George Villiers, 1. Duke of Buckingham (1592–1628)
- William Herbert, 3. Earl of Pembroke (1580–1630)
- Thomas Howard, 21. Earl of Arundel (1585–1646)
- William Alexander, 1. Earl of Stirling (um 1567–1640)
- James Hamilton, 2. Marquess of Hamilton (1589–1625)
- Henry Wriothesley, 3. Earl of Southampton (1573–1624)
- Robert Rich, 2. Earl of Warwick (1587–1658)
- John Ramsay, 1. Earl of Holderness (um 1580–1626)
- Edward la Zouche, 11. Baron Zouche (1556–1626)
- Edmund Sheffield, 1. Baron Sheffield (1521–1549)
- Baron Gorges of Dundalk (1582–1650)
- Robert Carr, 1. Earl of Somerset (um 1586–1645)
- Robert Mansell (um 1570–1652)
- Edward Zouch († 1634)
- Dudley Digges (1583–1639)
- Thomas Roe (um 1581–1644)
- Ferdinando Gorges (um 1568–1647)
- Francis Popham (1573–1644)
- John Brooke, 1. Baron Cobham (1575–1660)
- Richard Hawkins (1562–1622)
- Allen Apsley (1567–1630)
- Warwick Hale
- Richard Catchmay
- John Bourchier
- Nathaniel Rich (1585–1636)
- Edward Giles (1566–1637)
- Giles Mompesson (um 1583–1663)
- Thomas Wroth (1584–1672)
- Matthew Sutcliffe (um  1550–1629)
- Robert Heath
- John Drake (um 1556–1628)
- Raleigh Gilbert
- George Chudley
- Thomas Hamon
- John Argall